# よしのひろこ
よしの ひろこ（Hiroko Yoshino・1981年12月16日 - ）は、日本のタレント、元グラビアアイドル、元レースクイーン。奈良県出身。
関西を中心に、ローカルタレントとしてテレビ番組やCMに出演していたが、グラビアアイドル、レースクイーンを目指し上京。
2015年6月までは株式会社ベリープロジェクトに所属していたが、現在はアライブエンタテインメントに移籍している。

## 人物
- 「よしの」という苗字は芸名。奈良県の吉野町が由来とされる[2]。
- 同じ事務所だった小暮あきと仲が良く、ブログにも度々登場する[3]。
- テレビ東京の番組「風になるまで走れ!」に出演後、サイクリングにもはまり、以来自転車関連のイベントにも参加している。
- 趣味が料理であり、自身のブログには、度々手製の料理の写真が掲載された記事がアップされる。
- 2015年10月21日に結婚と妊娠を発表した[4]。結婚に伴いグラビアアイドルを卒業。
- 2016年3月4日、男児を出産。

## レースクイーン
- 2007 SUPER GT「HANKOOK KTR」NSCガールズ
- 2008 SUPER GT 「KONDO Racing」WOODONEレースクイーン
- 2009 SUPER GT「HANKOOK KTR」HANKOOK Lady
- 2010 SUPER GT 「HANKOOK KTR」HANKOOK Lady

## テレビ出演
- 夜美女（サンテレビ）
- 『ぷっ』すま（テレビ朝日）
- SMAP×SMAP（関西テレビ・フジテレビ）
- 風になるまで走れ!（テレビ東京）
- 寿命を延ばすワザ百科ダイエットスペシャル!（日本テレビ）
- News!371（csエンタ!371）
- RQ奮闘記（csエンタ!371）

## WEB出演
- TOP QUEEN
- TOP QUEEN Excite!
- maid Queenz
- RQ-STAR

## イベント出演
- SUPER GT
- 東京モーターサイクルショー
- 東京オートサロン

## イメージビデオ
- エレガ（2012年11月24日、竹書房）ISBN 978-4812492338
- 色情遊戯（2013年6月28日、kudeta）
- 色情遊戯2（2013年9月27日、kudeta）